# Phyllanthus arachnodes
Phyllanthus arachnodes är en emblikaväxtart som beskrevs av Rafaël Herman Anna Govaerts och Radcl.-sm.. Phyllanthus arachnodes ingår i släktet Phyllanthus och familjen emblikaväxter.
Artens utbredningsområde är Kambodja. Inga underarter finns listade i Catalogue of Life.